# 开鲁县
开鲁县是内蒙古自治区通辽市下属的一个县，从前曾经是热河的一个重镇。县人民政府驻開魯鎮遼河大街1號。

## 歷史
开鲁县辖境历史上曾长期为塞外游牧民族牧地。春秋战国时期，为东胡地。汉代，属辽东郡西北境，三国末年为燕北地，後入鲜卑。隋代，属范阳节度使辖区北境。唐代，属松漠都督府。辽代，属上京道临潢府。金朝时，属北京路临潢府，防务上属临潢路。元朝时，先为辽王封地，后划归全宁路辖境。明代，属兀良哈三卫的泰宁卫辖境。
清初，开鲁县地域原属热河都统节制的昭烏達盟「东扎鲁特旗」、「西扎鲁特旗」、「阿鲁科尔沁旗」三个旗，亦称「三鲁」。光绪三十一年（1905年），為管理入居該地放墾的漢民，設置開魯縣，属赤峰直隸州。县名取「开发三鲁」之意。
民初，仍屬直隸省赤峰直隸州。民國二年（1913年），全国废州，开鲁县属热河道。民国三年（1914年）起，随热河道属热河特别区。民国十七年（1928年），改属热河省。民国二十二年（1933年）3月9日，日军攻占开鲁县，被划入满洲国。5月10日，开鲁县隶属满洲国兴安西分省，为省会。
1934年12月1日，开鲁县隶属兴安西省，仍为省会。1943年，开鲁县隶属興安總省。1945年8月日本投降，至同年底，由張念祖为首成立开鲁县地方治安维持会。
1946年1月16日，新四军第三师八旅二十四团攻占开鲁县，开鲁县隶属通鲁工委。2月23日，开鲁县隶属于通辽中心县委。4月1日，开鲁县隶属于哲里木省民主政府。5月，哲里木省政府改制，开鲁县隶属于辽吉区行政公署哲里木盟政府。10月25日，中共开鲁县委、县政府撤出开鲁县城，开展游击战争。国军七十一军八十八师十六团占领开鲁县城后，筹建“开鲁县政临时委员会”，管辖开鲁县部分地区。
1947年2月27日，中共军队第二次攻占开鲁县。开鲁县隶属于辽北省哲里木盟。同年，中華民國內政部编撰的《中華民國行政區域簡表》中，开鲁县属热河省，为二等县:168。1949年4月21日，东北行政委员会命令，哲里木盟由辽北省划归内蒙古自治区，开鲁县随之隶属于内蒙古自治区至今。
1953年2月3日，内蒙古自治区人民政府决定，开鲁县隶属于内蒙古自治区东部区行政公署。1954年4月20日，撤消东部地区行政公署恢复哲里木盟人民政府（后改制为哲盟公署）。开鲁县隶属于哲里木盟人民政府。1969年7月1日，哲里木盟划归吉林省，开鲁县隶属于吉林省哲里木盟政府。
1979年7月1日，哲里木盟划回内蒙古自治区，开鲁县重属内蒙古自治区。1999年2月，撤销哲里木盟改设地级通辽市，开鲁县由通辽市管辖至今。

## 行政区划
开鲁县下辖10个镇：
开鲁镇、大榆树镇、黑龙坝镇、麦新镇、义和塔拉镇、建华镇、小街基镇、东风镇、吉日嘎郎吐镇、东来镇、清河牧场、辽河农场和保安农场。

## 人口
1947年，中華民國內政部编撰的《中華民國行政區域簡表》中，开鲁县县域面积约为2116.58平方公里，人口31667人:168。
根據第七次全国人口普查顯示：開魯縣常住人口為313364人。

## 交通
- 303国道过境。